# Antoine-Adrien Lamourette

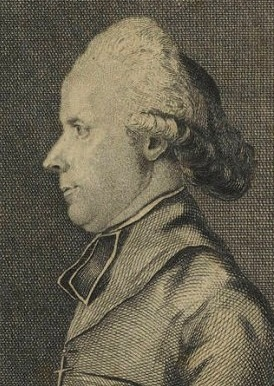
Antoine-Adrien Lamourette

Antoine-Adrien Lamourette (* 31. Mai 1742 in Frévent; † 11. Januar 1794 in Paris) war ein französischer römisch-katholischer Geistlicher, Lazarist, theologischer Autor, Mitglied der revolutionären gesetzgebenden Nationalversammlung und konstitutioneller Bischof. Er starb während der Terrorherrschaft durch die Guillotine.

## Leben
Lamourette stammte aus einer Handwerkerfamilie. 1759 trat er den Lazaristen bei, die sich der Leib- und Seelsorge an den Armen widmen. 1769 empfing er die Priesterweihe. 1772 erhielt er den Lehrauftrag für Philosophie am Seminar der Lazaristen in Metz. Zu seinen Schülern gehörte Henri Grégoire, den er nachhaltig prägte. 1774 wechselte Lamourette nach Toul. Dort brachten ihn seine aufklärungsfreundlichen Ideen in Konflikt mit dem Bischof Champorcin. Von 1778 bis 1783 war er Pfarrer in Outremécourt bei Neufchâteau, anschließend Seelsorger im Pariser Vorort Chaillot. In dieser Zeit entstanden seine theologisch-philosophischen Abhandlungen. Sie spiegeln das Bemühen, die Vereinbarkeit von Aufklärung und katholischem Christentum aufzuzeigen, und enthalten deutliche Kritik am verschwenderischen Lebensstil des hohen Klerus, der die Kirche den Armen entfremde. Am 13. Oktober 1787 wurde Lamourette in die Académie d’Arras aufgenommen.
An den Generalständen vom Mai 1789 beteiligte er sich nicht, dagegen begrüßte er die Erstürmung der Bastille am 14. Juli. Er befürwortete die religiöse Toleranz, namentlich die bürgerliche Gleichstellung der Juden, und die Abschaffung der mit Weihen und Ordensgelübden verbundenen staatlichen Privilegien. Er plädierte für die Verstaatlichung der Kirchengüter und die Besoldung des Klerus aus Steuermitteln. Damit gab er den entsprechenden Beschlüssen der verfassunggebenden Nationalversammlung die theoretisch-theologische Stütze und wirkte insbesondere auf den einflussreichen Mirabeau. Dessen Projet d’adresse aux Français sur la Constitution civile du clergé vom 14. Januar 1791 war wesentlich von Lamourette vorbereitet.
Am 2. März 1791 wurde Lamourette zum konstitutionellen Bischof des Departements Rhône-et-Loire mit Sitz in Lyon gewählt. Die Bischofsweihe erhielt er am 27. März 1791 in der Kathedrale Notre-Dame de Paris durch den konstitutionellen Erzbischof Jean Baptiste Joseph Gobel. Wie alle Weihen der konstitutionellen Kirche Frankreichs wurde sie von Papst Pius VI. nicht anerkannt und als schismatisch beurteilt.
Lamourette wurde zum Abgeordneten in der gesetzgebenden Nationalversammlung gewählt, die am 1. Oktober 1791 zusammentrat. In einer der Reden, die er dort über Religion, Kirche und Staat hielt, begegnet erstmals der Begriff „Démocratie chrétienne“ (21. November 1791). Am 7. Juli 1792 hielt er eine glühende Rede gegen den Parteienstreit, der die Nation gefährde. Darauf erhoben sich die Abgeordneten und umarmten einander zum Zeichen der Versöhnung, die allerdings schon am nächsten Tag neuen heftigen Konflikten wich – eine Enttäuschung, die Lamourette zum Rückzug aus der Versammlung veranlasste. Baiser Lamourette („Lamourette-Kuss“) ist in Frankreich bis heute ein Ausdruck für vorgetäuschte Einigkeit bei sachlichen Gegensätzen.
Politisch positionierte sich Lamourette bei den Girondisten und unterstützte den antijakobinischen Aufstand in Lyon im Juni 1793. Im September wurde er deswegen von der siegreichen Gegenpartei festgenommen, in Paris zum Tode verurteilt und am 11. Januar 1794 guillotiniert.

## Schriften

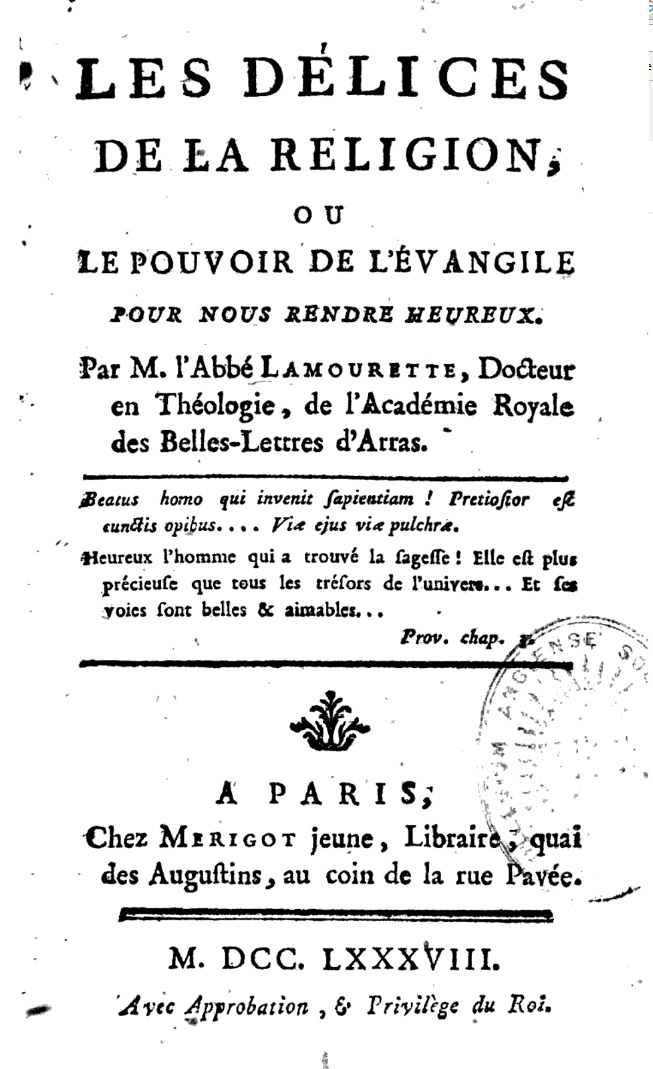
Les délices de la religion, 1788

- Considérations sur l’esprit et les devoirs de la vie religieuse. Dédiées à la révérende mere Therese de St-Augustin, religieuse Carmelite de Saint-Denis (1785).
- Pensées sur la philosophie et l’incrédulité, ou Réflexions sur l'esprit et le desseindes philosophes irréligieux de ce siècle (1786);
- Les délices de la religion où le pouvoir de l’évangile pour nous rendre heureux (1788, für die Marquise de Sillery)
- Pensées sur la philosophie de la foi, ou Le système du Christianisme (1789);
- Décret de l’assemblée nationale sur les biens du clergé justifié par son rapport avec la nature et les lois de l’institution ecclésiastique (1789);
- Observations sur l’état civil des Juifs (1790);
- Sur les biens du clergé (1790)
- Prônes civiques ou le Pasteur patriote (1791);
- Hommage aux Lyonnois, par M. l’abbé Lamourette, sur son élévation à la dignité de l’épiscopat (1791)
- Discours prononcé par M. l’évêque, métropolitain du département de Rhône et Loire, avant le Te Deum, chanté le dimanche 25 septembre 1791, à l’occasion de la proclamation de la constitution de l’empire (1791)
- Le décret de l’Assemblée nationale, sur les biens du clergé, justifié par son rapport avec la nature et les lois de l’institution ecclésiastique (1791)
- Lettre pastorale de M. l’archevêque de Lyon, primat des Gaules, sur l’usurpation de son siège par le sieur Lamourette, soi-disant élû evêque du département de Rhône et Loire (1791)
- Instruction pastorale de M. l’évêque du département de Rhone et Loire, métropolitain du Sud-Est, a MM. les curés, vicaires et fonctionnaires ecclésiastiques de son diocese (1791)
- Mandement de M. l’évêque du départment de Rhône et Loire, métropolitain du Sud-Est, qui accorde provisoirement à MM. les curés des paroisses rurales, la permission de célébrer deux fois le saint sacrifice de la messe, les jours de dimanches et de fêtes seulement (1791)
- Avertissement pastoral de l’évêque du département de Rhône-et-Loire, métropolitain du Sud-Est, aux ecclésiastiques qui exercent dans son diocèse le ministère de la confession (1791)
- Lettre circulaire de M. l’évêque du département de Rhône et Loire, métropolitain du Sud-Est, aux municipalités, gardes nationales et habitans des paroisses rurales de son diocese (1791)
- Prones civiques; ou, Le pasteur patriote (1791)
- Discours pour la fête des canoniers-volontaires de l’armée parisienne, prononcé en l’église de Notre-Dame, le dimanche 4 décembre 1791 (1791)
- Observations contre l’article XV du projet de décret du Comité de législation, sur les troubles religieux : prononcées le 21 novembre 1791 (1791)
- Le décret de l’Assemblée nationale sur les biens du clergé, justifié par son rapport avec la nature et les lois de l’institution ecclésiastique (1791)
- Réponse de M. Lamourette, évêque de Lyon, a l’abbé Molin, son 2e. vicaire, au sujet des calomnieuses imputations qu’on a méchamment répandues dans cette ville contre cet évêque, vrai ami de la patrie, député à la 2e. législature (1792)
- Instruction pastorale de M. l’évêque du département de Rhône et Loire, métropolitain du Sud-Est, pour le carême de l’année 1792 (1792)
- Exhortation à l’occasion des troubles arrivés dans le département d’Eure et Loir (1792)
- Lettre pastorale. Pour le Carême de l’an 1793, second de la République francaise (1793)